# Bogislav von Schwerin
Philip Werner Bogislav von Schwerin, född 12 oktober 1881 på Odensgöl, Björsäters församling, Östergötlands län, död 2 januari 1940 i Mariefred, Södermanlands län, var en svensk greve och målare.
Han var son till kaptenen Carl Gustaf Philip von Schwerin och Ellen Margareta Cedervall och från 1932 gift med Dagmar Rakel Emma Sofia Fogelberg. Tillsammans med Louise af Geijerstam ställde han ut på Hultbergs konsthandel i Stockholm och han medverkade i samlingsutställningar med Konstföreningen för södra Sverige. Hans konst består av landskap och genremotiv.